# 血の祝祭日
『血の祝祭日』（原題：Blood Feast ）は、1963年制作のアメリカ合衆国のホラー映画。ハーシェル・ゴードン・ルイス監督の記念すべき初「ゴア（スプラッター）」映画。
過激な流血と暴力の描写は悪名高く話題となったが、その革新的な残酷描写で大成功を博す。わずか24,500ドルの予算に対して400万ドルを稼いだ。
2016年には、本作のリメイク版が製作された。

## あらすじ
「エジプトの女神」イシュタルの信者ファードがイシュタルの生贄として女性を狙った大量殺人を行う。警察とソーントン刑事はこの事件の犯人を突き止めるべく調査するのだった。

## 関連作品
本作を初め、2000人の狂人、カラー・ミー・ブラッド・レッド、を含めて「血まみれ三部作(The Blood Trilogy)」と呼ばれ、シリーズとして扱われている。
『Mardi Gras Massacre』本作の非公式な続編。日本未公開
『ブラッド・ダイナー／悪魔のメニュー　(Blood Diner)』本作のオマージュ及び精神的な続編。
『ブラッド・フィースト 血の祝祭日2』39年ぶりの正式な続編。
『ブラッド・フィースト 新・血の祝祭日』マルセル・ワルツ監督によるリメイク。ファド・ラムゼイ役をロバート・ラスラーが演じてる。日本未公開

## キャスト
- ピート・ソーントン刑事　ウィリアム・カーウィン
- ファード・ラムゼイ　マット・アーノルド
- スゼット・フリモント　コニー・メイソン
- フランク　スコット・H・ホール
- ドロシー・フリーモント夫人　リン・ボルトン
- トゥルーディー・サンダース　トニ・カルバート
- マーシー　アシュリン・マーティン
- パット・トレーシー　サンドラ・シンクレア